# الحرجة
الحرجة هي مدينة سعودية والعاصمة الإدارية لمحافظة الحرجة، التابعة لمنطقة عسير. فيها أقدم مسجد تاريخي على مستوى المنطقة

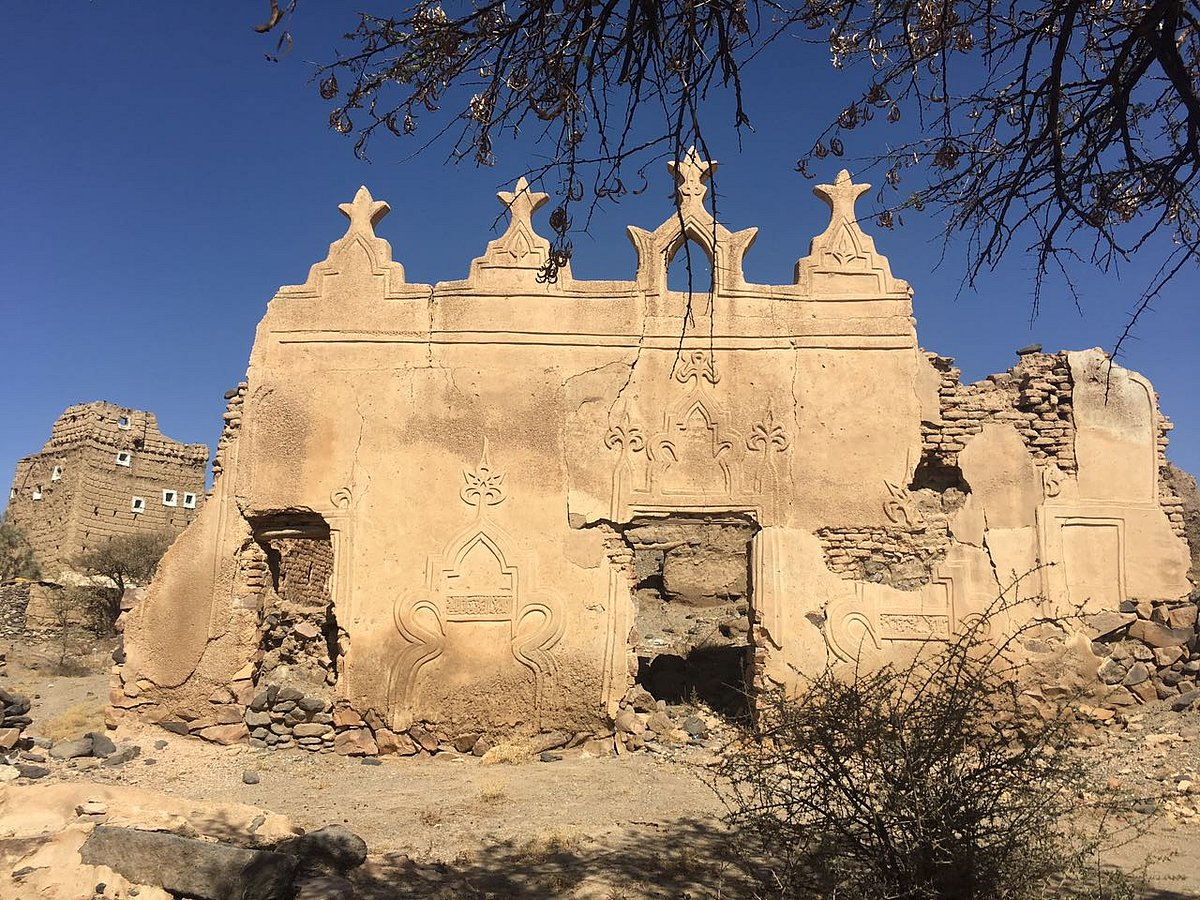

، وتقع بين سلسلة من الجبال وعلى ارتفاع وسطي عن سطح البحر يقدر بـ (2300م) مما يجعلها ذات طقس معتدل صيفاً، وذات طبيعة مناسبة للسياحة، يتوسطها الطريق الدولي السريع القادم شمالاً من خميس مشيط مروراً بأحد رفيدة وسراة عبيدة بإتجاه محافظة ظهران الجنوب ونجران. وهو الطريق الرابط بين المملكة العربية السعودية وجمهورية اليمن، لذا فهي ذات قيمة اقتصادية وتجارية.

## التسمية
الحَرَجة - بفتح الحاء والراء المهملتين بعدها جيم ثم تاء مربوطة - وهي في اللغة: الأجمة، أي الشجر الكثير الملتفّ.

## نبذة
تقع جغرافياً على جنوب خط عرض (18 درجة) وشرق خط طول (43 درجة) وتشغل الحرجة مساحة تقدر بـ (1634 كم2). يحدها شمالاً مركز العرقين، ومن الجنوب ظهران الجنوب، وشرقاً مركز الفيض، ومن الغرب مركز الجوة. ويقطن المحافظة نحو 19286 نسمة، وبها من الدوائر الحكومية: مستشفى، مبنى المحافظة، دفاع مدني، محكمة، كتابة عدل، بلدية، مركز هيئة، فرع أوقاف، شرطة، مرور، مكتب بريد، ومكتب تربية بنات.